# Otto von Diest

Otto von Diest

Otto Karl Erhard Heinrich von Diest (* 31. Juli 1821 in Posen; † 29. August 1901 in Daber) war ein preußischer Verwaltungsbeamter, Publizist und Politiker.

## Leben

### Kindheit, Ausbildung und Werdegang
Der Protestant Otto von Diest war der Sohn des preußischen Generalleutnants der Artillerie Heinrich von Diest und dessen Ehefrau Adelheidt, geborene von Gerhardt; ein jüngerer Bruder war der spätere preußische Verwaltungsbeamte Gustav von Diest. Nach dem Besuch des Friedrichswerderschen Gymnasiums in Berlin studierte er von 1840 bis 1843 an den Universitäten in Berlin und Bonn Rechtswissenschaften. In der Folge trat Otto von Diest in den Preußischen Justizdienst ein. Seine dortigen Stationen waren: 1843 Gerichtsreferendar, 1848 Obergerichtsassessor und zum 1. April 1850 Kreisrichter. Als solcher stand er der Kriminalabteilung des Kreisgerichts in Frankfurt (Oder) vor. Im Juli 1850 wurde er dann Regierungsassessor bei der Regierung in Frankfurt an der Oder.

### Landrat des Kreises Elberfeld
Nachdem von Diest seit August 1850 vertretungsweise die Verwaltung des Landratsamtes Luckau wahrgenommen hatte, erhielt er am 16. April 1851 die kommissarische Bestallung als Landrat des Kreises Elberfeld. Seine Amtseinführung erfolgte am 24. Mai 1851. Wohl auf Grund seiner Gegnerschaft zu dem aus Elberfeld gebürtigen Preußischen Handelsminister August von der Heydt wurde von Diest im Februar 1859 suspendiert, anschließend aber als Regierungsrat an die Regierung Oppeln überwiesen. Im März 1860 schied er auf Nachsuchen ohne Pension aus dem Staatsdienst. Vorausgegangen war, dass von Diest 1851 das Bestechungssystem aufdeckte, mittels dessen sich die Söhne der vermögenden Kaufleute aus dem Wuppertal der preußischen Wehrpflicht entzogen. Nach seinen Ermittlungen war auch von der Heydt hier finanziell involviert. Seine gegen diesen gerichtete Stellungnahme führte letztlich zu der Amtsenthebung 1858/59; während des folgenden Disziplinarverfahrens wurde er zwar freigesprochen, dennoch aber ohne Pension entlassen.

### Politische Betätigung
Als Vertreter der Konservativen gehörte Otto von Diest während der X. Wahlperiode von 1867 bis 1870 dem Preußischen Abgeordnetenhaus an. In Verbindung mit Beratungen über den Gesetzentwurf zu dem „Hannoverschen Provinzialfonds“ setzte 1868 von Diests Kampf gegen Korruption, Bismarck, dessen Verbindung zu dem jüdischen Bankier Bleichröder und die aus seiner Sicht bestehende Vorherrschaft des jüdischen Großkapitals, in der er „eine schwere Gefährdung der sittlichen Grundlagen des Staates“ sah, ein, die schließlich im Jahr 1877 in einer Klage wegen Beleidigung Bismarcks mündete. Diest wurde zu dreimonatiger Haft verurteilt, seine Revision trotz Fürsprache durch Kronprinz Friedrich und Generalfeldmarschall Moltke verschleppt und schließlich verworfen. Diest erhob seinerseits Beleidigungsklage gegen Bismarck. Dieser vermied den Zivilprozess, indem er als General die Zuständigkeit der Zivilgerichtsbarkeit bestritt und ein militärisches Ehrengericht verlangte. Diest war Offizier und somit berechtigt, das Ehrengericht anzurufen. Das Berliner Generalkommando gab den Antrag an das Militärkabinett Wilhelms I. weiter. Dessen Chef Albedyll zog es vor, kein Ehrengericht einzusetzen, sondern dies als ständiges Druckmittel gegen Bismarck vorzuhalten.

## Privates
Otto von Diest heiratete Meta von Graß (* 11. Juni 1826 in Danzig; † 25. Dezember 1909 in Daber), die Tochter eines Gutsbesitzers, am 25. August 1848 in Starzin. Im Jahr 1878 (nach anderen Quellen 1861) erwarb er das Gut Plantikow in Hinterpommern, das bis zur Besetzung durch Truppen der Roten Armee im März 1945 von der Familie seines gleichnamigen Enkels bewohnt wurde. 
Seine Söhne waren die preußischen Offiziere Heinrich (1849–1924) und Walther von Diest (1851–1932). 

## Schriften
- Geldmacht und Sozialismus. 1874 Digitalisat
- Der sittliche Boden im Staatsleben. 1876
- Entgegnungen auf die Angriffe der Herren Lasker, Bennigsen u. a. 1876
- Drei Monate Gefängnis. Bern 1876
- Bismarck und Bleichröder. 1897
- Berichtigung von Unwahrheiten etc. in den Erinnerungen des Fürsten Bismarck und das deutsche Rechtsbewußtsein. Zürich 1898